# Prémio Satellite de melhor atriz coadjuvante em uma série, minissérie ou telefilme
O Prémio Satellite de melhor atriz coadjuvante em uma série, minissérie ou telefilme é entregue anulmante.

## Vencedoras e nomeadas

### 1996
Kathy Bates - The Late Shift
- Cher - If These Walls Could Talk
- Gail O'Grady - NYPD Blue
- Greta Scacchi - Rasputin: Dark Servant of Destiny
- Alfre Woodard - Gulliver's Travels

### 1997
Ellen Barkin - Before Women Had Wings
- Louise Fletcher - Breast Men
- Bernadette Peters - Cinderella
- Mimi Rogers - Weapons of Mass Distraction
- Mare Winningham - George Wallace

### 1998
Rita Wilson - From the Earth to the Moon
- Jackie Burroughs - Tales of the City
- Faye Dunaway - Gia
- Shirley Knight - The Wedding
- Amy Madigan - A Bright Shining Lie

### 2001
Julia Ormond - Varian's War
- Tammy Blanchard - Life with Judy Garland: Me and My Shadows
- Brenda Blethyn - Anne Frank: The Whole Story
- Jill Hennessy - Jackie, Ethel, Joan: The Women of Camelot
- Lauren Holly - Jackie, Ethel, Joan: The Women of Camelot

### 2002
Helen Mirren - Door to Door
- Queen Latifah - Living with the Dead
- Frances Sternhagen - The Laramie Project
- Sissy Spacek - Last Call
- Amy Madigan - Just a Dream

### 2003
Justine Bateman - Out of Order
- Emma Thompson - Angels in America
- Mary-Louise Parker - Angels in America
- Ann Bancroft - Roman Spring of Mrs. Stone
- Jayne Atkinson - Our Town
- Jane Curtin - Our Town

### 2004
Anjelica Huston - Iron Jawed Angels
- Emily Watson - The Life and Death of Peter Sellers
- Helen McCrory - The Last Kin]
- Mary Stuart Masterson - Something the Lord Made
- Gina McKee - The Lost Prince

### 2005
Lisa Edelstein - House
- Shohreh Aghdashloo - 24
- Jane Alexander - Warm Springs
- Camryn Manheim - Elvis
- Sandra Oh - Grey's Anatomy
- Polly Walker - Rome

### 2006
Julie Benz - Dexter
- Fionnula Flanagan - Brotherhood
- Laurie Metcalf - Desperate Housewives
- Elizabeth Perkins - Weeds
- Jean Smart - 24
- Vanessa L. Williams - Ugly Betty

### 2007
Vanessa L. Williams - Ugly Betty
- Polly Bergen - Desperate Housewives
- Judy Davis - The Starter Wife
- Rachel Griffiths - Brothers & Sisters
- Jaime Pressly - My Name Is Earl
- Chandra Wilson - Grey's Anatomy

### 2008
Fionnula Flanagan - Brotherhood
- Kristin Chenoweth - Pushing Daisies
- Laura Dern - Recount
- Sarah Polley - John Adams
- Dianne Wiest - In Treatment
- Chandra Wilson - Grey's Anatomy

### 2009
Jane Lynch - Glee
- Cherry Jones - 24
- Judy Parfitt - Little Dorrit
- Anika Noni Rose - The No. 1 Ladies' Detective Agency
- Chloë Sevigny - Big Love
- Vanessa L. Williams - Ugly Betty

### 2010
Brenda Vaccaro - You Don't Know Jack
- Julie Bowen - Modern Family
- Rose Byrne - Damages
- Sharon Gless - Burn Notice
- Jane Lynch - Glee
- Elisabeth Moss - Mad Men
- Catherine O'Hara - Temple Grandin
- Archie Panjabi - The Good Wife

### 2011
Vanessa L. Williams - Desperate Housewives
- Michelle Forbes - The Killing
- Kelly Macdonald - Boardwalk Empire
- Margo Martindale - Justified
- Maya Rudolph - Up All Night
- Maggie Smith - Downton Abbey
- Sofia Vergara - Modern Family
- Evan Rachel Wood - Mildred Pierce

### 2012
Maggie Smith – Downton Abbey Como Violet
- Mayim Bialik – The Big Bang Theory Como Amy Farrah Fowler
- Christina Hendricks – Mad Men Como Joan Holloway
- Sarah Paulson – Game Change Como Nicolle Wallace
- Maya Rudolph – Up All Night Como Ava Alexander
- Mare Winningham - Hatfields & McCoys como Sally McCoy

### 2013
Laura Prepon – Orange Is the New Black como Alex Vause
- Uzo Aduba – Orange Is the New Black como Suzanne "Crazy Eyes" Warren
- Kathy Bates – American Horror Story: Coven como Delphine LaLaurie
- Emilia Clarke – Game of Thrones como Daenerys Targaryen
- Anna Gunn – Breaking Bad como Skyler White
- Margo Martindale – The Americans como Claudia
- Judy Parfitt – Call the Midwife como Sister Monica Joan
- Merritt Wever – Nurse Jackie como Zoey Barkow, RN

### 2014[1]
Sarah Paulson – American Horror Story: Freak Show
- Ann Dowd – The Leftovers
- Allison Tolman – Fargo
- Michelle Monaghan – True Detective
- Nicola Walker – Last Tango in Halifax
- Zoe Kazan – Olive Kitteridge

### 2015
- Rhea Seehorn – Better Call Saul
- Catherine Keener – Show Me a Hero
- Regina King – American Crime
- Helen McCrory – Penny Dreadful
- Mo'Nique – Bessie
- Julie Walters – Indian Summers

### 2016
- Rhea Seehorn – Better Call Saul
- Olivia Colman – The Night Manager (minissérie)
- Lena Headey – Game of Thrones
- Maggie Siff – Billions (série de televisão)
- Maura Tierney – The Affair
- Alison Wright – The Americans

### 2019
- Sharon Stone – Mosaic como Olivia Lake

- Penélope Cruz – The Assassination of Gianni Versace: American Crime Story como Donatella Versace
- Jennifer Jason Leigh – Patrick Melrose como Eleanor Melrose
- Justine Lupe – Mr. Mercedes como Holly Gibney
- Nive Nielsen – The Terror como Lady Silence
- Emma Thompson – King Lear como Goneril

### 2021
- Lisa Edelstein

-The Kominsky Method
- Jenifer Lewis - Black-ish
- Anja Savcic -Big Sky
- Julianne Nicholson -Mare of Easttown
- Jean Smart - Mare of Easttown
- Sarah Paulson -Impeachment: American Crime Story